# IK Oskarshamn
IK Oskarshamn je profesionální švédský hokejový klub, který sídlí ve městě Oskarshamn (kraj Kalmar). Byl založen v roce 1970 spojením místních konkurentů Oskarshamns AIK a IFK Oskarshamn. V roce 1996 klub poprvé v historii postoupil do druhé nejvyšší soutěže. V letech 2001 a 2005 se neúspěšně zúčastnil kvalifikace o Svenska hockeyligan. Teprve v roce 2019 se týmu podařilo poprvé si vybojovat účast ve švédské nejvyšší soutěži.

## Češi v týmu
| Ročník                      | Hráči ČR                                    | Link |
| --------------------------- | ------------------------------------------- | ---- |
| 1993/1994                   | Pavel Burger                                |      |
| 1994/1995                   | Pavel Burger, Kamil Kašťák                  |      |
| 1995/1996                   | nikdo                                       |      |
| 1996/1997                   | nikdo                                       |      |
| 1997/1998                   | nikdo                                       |      |
| 1998/1999                   | nikdo                                       |      |
| 1999/2000                   | nikdo                                       |      |
| 2000/2001                   | nikdo                                       |      |
| 2001/2002                   | nikdo                                       |      |
| 2002/2003                   | nikdo                                       |      |
| 2003/2004                   | nikdo                                       |      |
| 2004/2005                   | nikdo                                       |      |
| 2005/2006                   | nikdo                                       |      |
| 2006/2007                   | nikdo                                       |      |
| 2007/2008                   | nikdo                                       |      |
| 2008/2009                   | nikdo                                       |      |
| 2009/2010                   | nikdo                                       |      |
| 2010/2011                   | nikdo                                       |      |
| 2011/2012                   | nikdo                                       |      |
| 2012/2013                   | nikdo                                       |      |
| 2013/2014                   | nikdo                                       |      |
| 2014/2015                   | nikdo                                       |      |
| 2015/2016                   | nikdo                                       |      |
| 2016/2017                   | nikdo                                       |      |
| 2017/2018                   | nikdo                                       |      |
| 2018/2019                   | nikdo                                       |      |
| 2019/2020                   | nikdo                                       |      |
| 2020/2021                   | Jakub Žůrek, Jan Ordoš                      |      |
| 2021/2022                   | Hynek Zohorna, Tomáš Zohorna                |      |
| 2022/2023                   | Jiří Smejkal, Hynek Zohorna                 |      |
| 2023/2024                   | Marek Langhamer, Lukáš Jašek, Hynek Zohorna |      |
| Zdroj na eliteprospects.com |                                             |      |

## Přehled ligové účasti
| Švédsko (2019 – ) |                     |           |                                                                                   |                                                                                   |                                                                                   |
| Sezóny            | Soutěž              | ZČ        | Play-off, nadstavba, sk. o udržení...                                             | Poznámky                                                                          |                                                                                   |
| 2019/2020         | Svenska hockeyligan | 14. místo | Ročník zrušen po odehrání základní části a nadstavby z důvodu Pandemie covidu-19. | Ročník zrušen po odehrání základní části a nadstavby z důvodu Pandemie covidu-19. | Ročník zrušen po odehrání základní části a nadstavby z důvodu Pandemie covidu-19. |
| 2020/2021         | Svenska hockeyligan | 11. místo | Ne                                                                                |                                                                                   |                                                                                   |
| 2021/2022         | Svenska hockeyligan | 9. místo  | Čtvrtfinále Prohra s Rögle BK 3 : 4                                               |                                                                                   |                                                                                   |
| 2022/2023         | Svenska hockeyligan | 7. místo  | Předkolo Prohra s Luleå HF 1 : 2                                                  |                                                                                   |                                                                                   |
| 2023/2024         | Svenska hockeyligan | 14. místo | Ne                                                                                | Baráž                                                                             |                                                                                   |